# Mariano Fragueiro
Mariano Antonio Fragueiro (Córdoba, 20 de junio de 1795 - Córdoba, 3 de julio de 1872) fue un comerciante, financista y político argentino, ministro de Hacienda de la Confederación Argentina y gobernador de Córdoba.

## Negocios y política
Hijo de un comerciante español, adquirió una sólida cultura en la Universidad de Córdoba y se dedicó también al comercio, radicándose en Buenos Aires, donde se relacionó con el Deán Funes y se casó con una hija del rico español Martín de Álzaga.
En 1825 formaba parte del directorio del Banco de Buenos Aires, fundado a iniciativa de Bernardino Rivadavia y Manuel José García, y apoyó financieramente la campaña de los Treinta y Tres Orientales contra el imperio del Brasil. Propuso frenar la salida de oro y plata del país y resellar la moneda de plata para que pasara a ser un valor simbólico. Su iniciativa fue rechazada como estatista. Exploró y recorrió el río Tercero, con la idea de hacerlo navegable, pero descubrió que su caudal no es suficiente.
En 1829, cuando el general Paz invadió Córdoba y conquistó el gobierno provincial, fue designado representante suyo ante el gobierno de Buenos Aires, dirigido entonces por Juan Lavalle. Caído este, se trasladó a Córdoba, donde fue nombrado ministro de gobierno. En 1831, al caer prisionero Paz, fue nombrado gobernador interino, con la sola misión de firmar un tratado de paz (de rendirse, en realidad) con el caudillo Estanislao López. Fue arrestado y llevado a Buenos Aires, donde compró su libertad.
Extendió sus negocios mineros en Córdoba, La Rioja y Bolivia, asociado con el millonario Braulio Costa, a través del cual entró en contacto con Facundo Quiroga. En 1834 pasó a Tucumán acompañando a los jóvenes Juan Bautista Alberdi y Marco Avellaneda. Hizo negocios mineros en Copiapó, Valparaíso y Santiago de Chile, y fue el autor del proyecto de ferrocarril entre Copiapó y Caldera, que pocos años más tarde sería el primer ferrocarril de América Latina. Entró en contacto con los emigrados unitarios, pero también con Rosas, de quien era el representante secreto en Chile. También publicó varias notas periodísticas sobre la reforma del Banco Nacional de Chile.

## Obras sobre finanzas y economía
Durante una estadía en Córdoba, bajo la protección del gobernador Manuel "Quebracho" López, publicó un periódico oficialista, y pasó a Buenos Aires en 1847. Allí comenzó a escribir su obra capital, "Organización del Crédito", en la que mostraba ser un admirador de Saint-Simon, y de su socialismo utópico. Según él, cuando particulares hacen un uso exclusivo del derecho de propiedad y administran el crédito bancario, usurpan derechos de la comunidad. Creía que, si bien el capital particular era capaz de generar fortunas, el capital estatal era aún mejor, y que su progreso no tendría límites. De esa reforma del crédito derivaría la reforma social que el país esperaba.
Para llevar a cabo sus ideas era necesario un gobierno fuerte, y veía ejemplos de este tipo de gobierno en el de Bulnes en Chile, y en el de Rosas en Buenos Aires. Era un liberal que no se llevaba bien con los unitarios, aunque se llevó bien con los hombres de la "generación del 37" o "Asociación de Mayo".
Fue el primer pensador argentino que tuvo en cuenta la diferencia entre lo que hoy llamaríamos macro y microeconomía. Sostenía que al estado no le convenía vender rápidamente todos sus bienes, sino hacerlos producir, ganar dinero y aumentar su valor. Sólo después, desprenderse de ellos a cambio de altos precios. Se oponía al socialismo comunista pero apoyaba la intervención estatal en la economía, especialmente en la regulación y control del crédito. También propuso conseguir una verdadera libertad de imprenta, en que no se publicara sólo lo que escribía el que podía pagar.
Viajó nuevamente a Chile en 1849, donde escribió su otra gran obra, "Cuestiones Argentinas", en que se explayaba en cuestiones monetarias y de finanzas públicas. Propuso allí un modus vivendi con los indígenas, incorporando a la soberanía argentina la tierra que ellos ocupaban, mediante el trato pacífico, el estímulo al trabajo y la evangelización.
Así se estableció en la Constitución de 1853 en su artículo 67, inciso 15, indicando que corresponde al Congreso «proveer a la seguridad de las fronteras, conservando el trato pacífico con los indios y promover la conversión de ellos al catolicismo».
Decía Fragueiro:

El exterminio de los salvajes por medio de la guerra ni es justo ni útil. Después de extinguirlos, ¿qué población ocuparía esas tierras? Los indígenas son hombres y debemos concederles, cuanto menos, los derechos que acordamos a los africanos libres.

De regreso en Buenos Aires, el presidente Urquiza lo nombró ministro de Hacienda de la Confederación Argentina. Fundó el Banco Nacional de la Confederación Argentina, que por un tiempo emitió papel moneda. Sancionó el Estatuto para la Organización de la Hacienda Pública. Planeó una gran expedición al desierto, incorporando tierras a la Confederación sin exterminar a los indios. Renunció al ministerio al fracasar el Banco, en septiembre de 1854.
En 1856 fue elegido senador nacional y se opuso a la ley de derechos diferenciales a la importación, con la que la Confederación intentaba competir con el puerto de Buenos Aires.

## El gobierno de Córdoba
En 1858 fundó el partido liberal de Córdoba, como una coalición de ex unitarios, y fue elegido gobernador de Córdoba, derrotando al ministro nacional Santiago Derqui. Tuvo buenas relaciones con el gobierno de Buenos Aires, pero ayudó al presidente Urquiza a ganar la batalla de Cepeda.
Su gobierno en Córdoba se centró en las medidas económicas, suprimiendo viejos impuestos, consolidando la deuda provincial, y organizando la Caja de Depósitos, un antecedente del Banco de la Provincia de Córdoba que otorgaba créditos y descuentos a papeles. También organizó el correo, creó un colegio militar para la Guardia Cívica, creó la Academia de Práctica Forense, el registro de bienes raíces, etc.
En 1860 enfrentó nuevamente a Derqui, esta vez como candidato a presidente, y durante la campaña, los partidarios de Derqui en Córdoba fueron perseguidos y encarcelados. Fragueiro fue derrotado por presión de Urquiza, y la violencia que había ejercido se volvió en contra suya: a principios de 1860, cuando viajaba por el norte de la provincia, fue capturado por los opositores. Éstos contaban con el triunfo de una revolución en la capital de la provincia, pero ésta fracasó, de modo que, tras cinco días de prisión, fue liberado. Moralmente abatido, se encerró en su casa y delegó el gobierno durante meses, hasta que en julio de 1860 renunció. Meses más tarde, presidió la convención que reformó la Constitución Nacional.
Se trasladó a Buenos Aires y apoyó la campaña de Bartolomé Mitre para imponer su candidatura a la presidencia y el dominio porteño sobre el resto del país. Fue senador nacional por Córdoba, y más tarde miembro de la Convención Constituyente de 1865.
Falleció en Córdoba en julio de 1872.
| Predecesor: Gregorio Aráoz de Lamadrid | 1º período de gobierno 1831-1831 | Sucesor: José Roque Funes |

| Predecesor: Roque Ferreyra | 2º período de gobierno 1858-1860 | Sucesor: Félix de la Peña |